# Włodzimierz Laskowski
Włodzimierz Laskowski (ur. 30 stycznia 1886 w Rogoźnie, zm. 8 sierpnia 1940 w Mauthausen-Gusen) – polski duchowny katolicki, błogosławiony Kościoła katolickiego.

## Życiorys
Był synem Stanisława i Klementyny z domu Głowińskiej. Po ukończeniu Seminarium Duchownego w Poznaniu przyjął 1 marca 1914 roku  święcenia kapłańskie. Był wikariuszem w Modrzu, Ostrowie Wielkopolskim i w parafii św. Marcina w Poznaniu. Pełnił też funkcję sekretarza generalnego Caritasu (od 1 stycznia 1917 roku), a także dyrektora gospodarczego w seminarium duchownym w Poznaniu (od 1923 r.). Do objęcia parafii w Lwówku pracował w kurii metropolitalnej, a w 1930 roku objął obowiązki dziekana lwóweckiego.
Po wybuchu II wojny światowej został aresztowany 15 marca 1940 r., po czym torturowany był w Forcie VII w Poznaniu, a następnie przewieziony do niemieckiego obozu koncentracyjnego Dachau z numerem obozowym 11160. Ostatnim etapem jego życia okazał się obóz koncentracyjny w Gusen gdzie trafił 2 sierpnia 1940 roku. Został tam bestialsko zakatowany. Według relacji świadków konał z imieniem Jezusa na ustach.
Beatyfikowany przez papieża Jana Pawła II w Warszawie 13 czerwca 1999 roku w grupie 108 polskich męczenników.